# Juan de Shanghái y San Francisco
San Juan de Shanghái y San Francisco (4 de junio de 1896 - † 2 de julio de 1966), en el mundo Михаи́л Бори́сович Максимо́вич (Mijaíl Borísovich Maksimóvich), fue un notable asceta de la Iglesia Ortodoxa y jerarca de la Iglesia Ortodoxa Rusa fuera de Rusia a mediados del siglo XX. Tenía reputación de taumaturgo al que se atribuía una gran fuerza de profecía, clarividencia y curación.

## Biografía

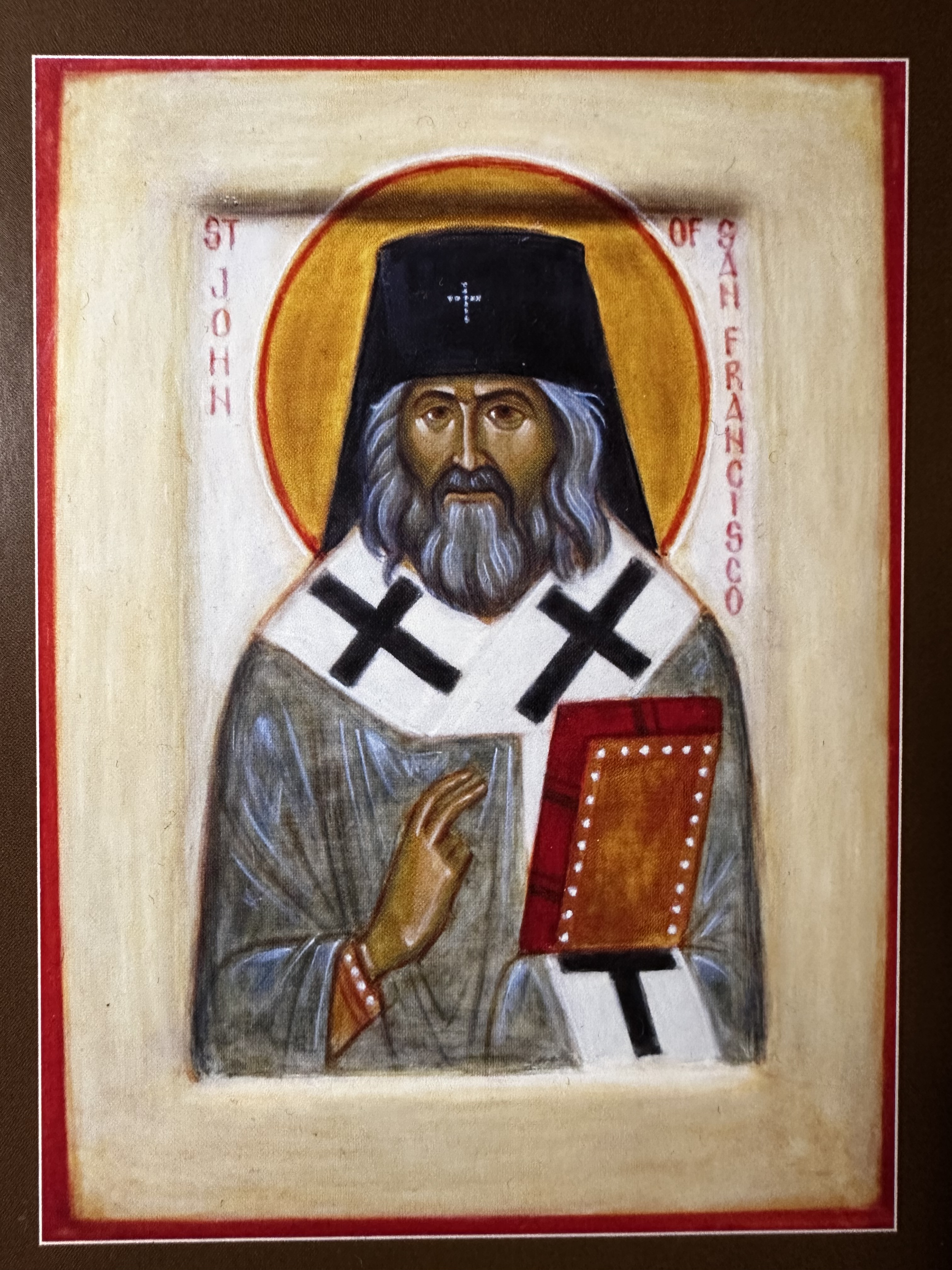
St. Juan

Nació en la aldea de Adámovka, gobernación de Járkov, en una familia noble. Entre los años 1907-1914 atendió la Escuela Militar de Poltava. En 1918 se graduó en leyes de la Universidad Imperial de Járkov y trabajó en la Corte Municipal de Justicia. Cuando la familia emigró para Serbia se graduó en teología de la Universidad de Belgrado.
En 1926 tomó los hábitos con el nombre de Juan en el monasterio serbio de Mílkovo, después de lo cual trabajó de profesor en un liceo y seminario. En 1929 fue dignificado hieromonje.
En 1934 fue ordenado obispo y mandado a la diócesis de Shanghái, donde llevó numerosas actividades pastorales, entre la emigración rusa, y misioneras, entre los chinos. En 1946 fue ascendido al título de arzobispo. 
Aunque era el único jerarca ortodoxo en China que se negó de someterse a la autoridad de la Iglesia Ortodoxa Rusa controlada en aquel tiempo por comunistas, puso base para la futura reunión de esa y la Iglesia Ortodoxa Rusa fuera de Rusia.
Tomado el poder en China por los comunistas, el arzobispo puso muchos esfuerzos para acomodar la colonia rusa primero en Filipinas y después negociar para ella el permiso de asentarse en los EE. UU..
En 1951 lo designan el cabeza de la arquidiócesis de Europa Occidental y en 1962 vuelve a San Francisco para continuar su trabajo pastoral en América.
Durante su vida inició la construcción de catedrales ortodoxas en las ciudades de Shanghái y San Francisco, así como de otros numerosos templos.
Murió, orando en su celda, durante una visita a Seattle en 1966.
El 2 de julio de 1994 fue canonizado por el Santo Sínodo de la Iglesia Ortodoxa Rusa fuera de Rusia. Sus reliquias reposan en la catedral ortodoxa de la Virgen Regocijo de Todos los Dolientes en San Francisco, California, EE. UU..